# Водская письменность
Водская письменность — общепринятой письменности водский язык не имеет и сегодня. В 1930-е годы водский лингвист Дмитрий Цветков разработал алфавит на основе кириллицы и написал первую книгу с заголовком на водском языке — грамматику водского языка «Эсимейн' ваддя чээлэ грамаатикк» (рус. «Начальная грамматика водского языка»). В силу ряда причин кириллическая письменность не получила распространения.
В лингвистических работах для записи водского языка используется уральский фонетический алфавит.
В 2003 и 2004 годах энтузиастами были выпущены два издания водских сказок (10 и 14 сказок, соответственно), записанных модифицированным латинским алфавитом и несколько отличающихся друг от друга по орфографии. Первая книга — билингва «Vađđa kaazgõt» («Водские сказки») — представляет собой электронный вариант без ISBN и печатных данных, в то время как вторая книга под тем же названием является полноценным печатным изданием. В 2009 г. была издана книга «Предания и сказки водского народа. Vad’d’aarahvaa jutud ja kaazgad» (составитель и автор вступительного раздела — О. И. Конькова).
В 2014 г. было издано первое «Учебное пособие по водскому языку» (авторы: Конькова О. И. и Дьячков Н. В., редактор — Муслимов М. З.), созданное на основе лужицкого диалекта водского языка:
| A a | B b | C c | D d | E e | F f | G g | H h |
| I i | J j | K k | L l | M m | N n | O o | P p |
| R r | S s | Š š | T t | U u | V v | Y y | Z z |
| Õ õ | Ž ž | Ä ä | Ö ö |     |     |     |     |